# 黄体形成ホルモン
黄体形成ホルモンまたは黄体化ホルモン（英語: Luteinizing hormone, LH）は脳下垂体前葉の性腺刺激ホルモン産生細胞から分泌される性腺刺激ホルモンである。その他の性腺刺激ホルモンには卵胞刺激ホルモン（Follicle stimulating hormone, FSH）がある。

## 構造
LHは糖タンパク質で、タンパク質サブユニットの二量体のそれぞれが糖と結合している。この構造はFSH、TSHやhCGと類似している。そのタンパク質二量体にはα及びβサブユニットと呼ばれる2つのポリペプチドユニットが含まれる。このαサブユニットはLH、FSH、TSH及びhCGにおいて同一で92のアミノ酸を含む。βサブユニットは違っており、LHでは121のアミノ酸があり、これが特異的な生物学的作用を与え、LH受容体との相互作用の元となる。ホルモンの糖の部分はフルクトース、ガラクトース、マンノース、ガラクトサミン、グルコサミン、そしてLHの生物学的半減期に重大であるシアル酸からなる。LHの半減期はたったの20分である。

## 遺伝子
αサブユニットの遺伝子は染色体の6p21.1-23に位置しており、異なった種類の細胞で発現する。LHのβサブユニットは19q13.3に位置しており、下垂体の性腺刺激ホルモン産生細胞で発現し、GnRHによりコントロールされる。

## 活性
男女両方でLHは性腺からの性ホルモンの産生を刺激する。精巣のライディッヒ細胞はLHに反応してテストステロンを産生、一方卵巣の顆粒膜細胞ではFSHに反応しエストロゲンが産生される。
女性では月経周期の途中のLHサージが排卵の開始を誘起する。LHは排卵後の卵胞が、プロゲステロンを分泌する黄体になることも誘引する。
LHの水準は通常子供の頃には低く、女性では閉経後に高くなる。

## LH活性の欠乏
1. カルマン症候群
2. 視床下部抑制
3. 下垂体機能障害
4. 高プロラクチン血症
5. 性腺刺激ホルモン欠損症
6. 性腺抑制療法
  1. GnRHアンタゴニスト
  2. GnRHアゴニスト（ダウンレギュレーション）

## LH活性の過多
1. 下垂体腫瘍（性腺刺激ホルモン産生細胞）
2. 多嚢胞性卵巣症候群
3. 性腺機能不全

## 市販
LHはFSHと混合されパーゴナルという名で、また尿中の性腺刺激ホルモンの製剤として、または組換えLHの形で純粋なものが手に入る。